# Tapeinosperma robustum
Tapeinosperma robustum är en viveväxtart som beskrevs av Carl Christian Mez. Tapeinosperma robustum ingår i släktet Tapeinosperma och familjen viveväxter. Inga underarter finns listade i Catalogue of Life.